# گمینا بوزنگ
گمینا بوزنگ (به لهستانی:  Gmina Budzyń) یک گمینا در لهستان است که در شهرستان خوجژ واقع شده‌است. گمینا بوزنگ ۲۰۷٫۶۱ کیلومتر مربع مساحت و ۸٬۲۰۲ نفر جمعیت دارد.